# Заосе-Броніславув
Заосе-Броніславув (пол. Zaosie-Bronisławów) — село в Польщі, у гміні Уязд Томашовського повіту Лодзинського воєводства.
У 1975-1998 роках село належало до Пйотрковського воєводства.